# Ciclismo ai Giochi della XVIII Olimpiade - Cronometro a squadre
La cronometro a squadre di ciclismo su strada dei Giochi della XVIII Olimpiade si svolse il 14 ottobre 1964 a Tokyo, in Giappone.

## Ordine d'arrivo
| Pos.    | Nazione          | Atleti                                                                           | Tempo      |
| ------- | ---------------- | -------------------------------------------------------------------------------- | ---------- |
| Oro     | Paesi Bassi      | Evert Dolman, Gerben Karstens Jan Pieterse, Bart Zoet                            | 2:26'31"19 |
| Argento | Italia           | Severino Andreoli, Luciano Dalla Bona Pietro Guerra, Ferruccio Manza             | 2:26'55"39 |
| Bronzo  | Svezia           | Sven Hamrin, Erik Pettersson Gösta Pettersson, Sture Pettersson                  | 2:27'11"52 |
| 4       | Argentina        | Héctor Acosta, Roberto Breppe Delmo Delmastro, Rubén Placanica                   | 2:27'58"55 |
| 5       | Unione Sovietica | Jurij Melichov, Anatoly Olizarenko Aleksej Petrov, Gajnan Saydkhuzhin            | 2:28'26"48 |
| 6       | Francia          | Marcel-Ernest Bidault, Georges Chappe André Desvages, Jean-Claude Wuillemin      | 2:28'52"74 |
| 7       | Danimarca        | Flemming Gleerup Hansen, Henning Petersen Ole Højlund Pedersen, Ole Ritter       | 2:29'10"33 |
| 8       | Spagna           | José Goyeneche, José Manuel López Mariano Díaz, Luis Santamarina                 | 2:30'55"26 |
| 9       | Romania          | Gheorghe Bădără, Constantin Ciocan Ion Cosma, Emil Rusu                          | 2:31'22"96 |
| 10      | Uruguay          | Wilde Baridón, Vid Cencic Francisco Pérez, Ricardo Vázquez                       | 2:31'36"74 |
| 11      | Polonia          | Andrzej Bławdzin, Józef Beker Jan Magiera, Rajmund Zieliński                     | 2:31'44"70 |
| 12      | Ungheria         | János Juszkó, András Mészáros László Mahó, Ferenc Stámusz                        | 2:32'19"96 |
| 13      | Belgio           | Leopold Heuvelmans, Roland De Neve Roland Van De Rijse, Albert Van Vlierberghe   | 2:32'54"40 |
| 14      | Germania         | Burkhard Ebert, Günter Hoffmann Peter Glemser, Immo Rittmeyer                    | 2:33'37"45 |
| 15      | Gran Bretagna    | Bob Addy, Mike Cowley Derek Harrison, Colin Lewis                                | 2:34'31"94 |
| 16      | Svizzera         | Erwin Jaisli, Hans Lüthi Louis Pfenninger, René Rutschmann                       | 2:34'39"19 |
| 17      | Messico          | Adolfo Belmonte, Antonio Duque Moises López, Porfirio Remigio                    | 2:38'14"55 |
| 18      | Nuova Zelanda    | Laurence Byers, Arthur Candy Max Grace, Richard Johnstone                        | 2:38'37"35 |
| 19      | Giappone         | Takehisa Kato, Masashi Omiya Yoshio Shimura, Hirotsugu Fukuhara                  | 2:40'13"27 |
| 20      | Stati Uniti      | Michael Hiltner, John Allis Mike Allen, Wes Chowen                               | 2:40'30"13 |
| 21      | Colombia         | Rubén Darío Gómez, Pablo Hernández Javier Suárez, Pedro Sánchez                  | 2:40'59"99 |
| 22      | Iran             | Davoud Akhlagi, Mashallah Amin Sorour Sayed Esmail Hosseini, Akbar Poudeh        | 2:43'39"16 |
| 23      | Mongolia         | Yanjingiin Baatar, Luvsangiin Buudai Luvsangiin Erkhemjamts, Choijiljavyn Samand | 2:48'55"57 |
| 24      | Corea del Sud    | An Byeong-Hun, Jo Seong-Hwan Hong Seong-Ik, Lee Seon-Bae                         | 2:52'18"39 |
| 25      | Taiwan           | Deng Chueng-Hwai, Her Jong-Chau Shue Ming-Shu, Yang Rong-Hwa                     | 2:53'28"59 |
| 26      | Etiopia          | Suleman Ambaye, Fisihasion Ghebreyesus Yemane Negassi, Mikael Saglimbeni         | 2:53'52"25 |
| 27      | Cambogia         | Ret Chhon, Khem Son Van Son, Yi Yuong                                            | 2:56'59"87 |
| 28      | Thailandia       | Suwan Kerd-Orn, Vitool Charoenrut Taworn Jirapan, Chainarong Sophonpong          | 2:57'04"72 |
| 29      | Filippine        | Norberto Arceo, Daniel Olivares Cornelio Padilla, Arturo Romeo                   | 2:59'58"60 |
| 30      | Hong Kong        | Chow Kwong Choi, Chow Kwong Man Mok Sau Hei, Michael Watson                      | 3:03'26"10 |
| 31      | Vietnam          | Huỳnh Anh, Nguyễn Văn Khoi Nguyễn Văn Ngan, Trần Văn Nen                         | 3:08'59"35 |
| 32      | Malaysia         | Tjow Choon Boon, Ng Joo Pong Choy Mow Thim, Arulraj Rosli                        | 3:11'47"02 |
| -       | India            | Amar Singh Billing, Dalbir Singh Gill Chetan Singh Hari, Amar Singh Sokhi        | Rit.       |